# Сагайдак, Александр Андреевич
Александр Андреевич Сагайдак (1895—1969) — советский военный и партийный деятель, комиссар 78 стрелкового полка 9-й стрелковой дивизии, участник Гражданской войны, персональный пенсионер.

## Биография
Родился в 1895 году в семье рабочего.
С 1904 года работал батраком, затем шахтером. Будучи рабочим шахты № 8 в 1912—1917 годах участвовал в первых маёвках в Щегловском лесу (Донбасс).
С 1917 года участник Февральской революции. В 1919 году избран ответственным секретарем Курской красноармейской организации большевиков, возглавлял боевой отряд.
После объединения боевых отрядов в  1-й Грайворонский революционный полк (позже 78 стрелковый полк 9 сд) под командованием А. Н. Борисенко, назначен комиссаром этого полка. Участвовал в боях с деникинцами за Орёл и Курск.
В боях на Дону был тяжело ранен. По окончании Сельской академии перешел на партработу, являясь активным организатором первых колхозов.
С 1927 по 1952 годы работал директором совхоза, уполномоченным по заготовкам и управляющим областной конторы «3аготзерно».
Позже являлся председателем секции ветеранов Гражданской войны.
Умер в Курске в 1969 году.

## Награды
- Орден Ленина
- Медали

## Публикации
- Сагайдак А. А. Мемуары о Великой Октябрьской Социалистической революции 1917 года и Гражданской войне 1918—1920 гг.. — Курск, 1967.
- Сагайдак А. А. Долой войну! // 1917—1957. Статьи, воспоминания, очерки. — Курск, 1957.